# Глинки (Кромской район)
Глинки — деревня в Кромском районе Орловской области России. Входит в состав Кутафинского сельского поселения.

## География
Деревня находится вблизи реки Крома, на расстоянии 9 км к юго-западу от посёлка городского типа Кромы, административного центра района, и 45 км к юго-западу от города Орёл, административного центра области.

### Часовой пояс
Деревня Глинки, как и вся Орловская область, находится в часовой зоне МСК (московское время). Смещение применяемого времени относительно UTC составляет +3:00.

## Население
| 2002 | 2010 |
| ---- | ---- |
| 249  | ↘198 |

### Национальный состав
Согласно результатам переписи 2002 года, в национальной структуре населения русские составляли 96 % из 249 чел.